# 田辺新一
田辺 新一（たなべ しんいち、1958年 - ）は、日本の環境学者。専門は建築環境学。

## プロフィール
福岡県北九州市出身。明治学園小学校、中学校 卒業。
- 1978年 福岡県立小倉高等学校卒業
- 1982年 早稲田大学理工学部建築学科卒業
- 1984年 同大学院博士前期課程修了
- 1984～86年 デンマーク工科大学暖房空調研究所
- 1986年 早稲田大学理工学部・助手
- 1988年 お茶の水女子大学家政学部・専任講師
- 1992～1993年 カリフォルニア大学バークレー校環境計画研究所
- 1992年 お茶の水女子大学生活科学部・助教授
- 1997年 デンマーク工科大学エネルギー研究所、ローレンスバークレー国立研究所客員研究員
- 1999年 早稲田大学理工学部建築学科・助教授
- 2001年 早稲田大学理工学部建築学科・教授
- 2002～2003年 デンマーク工科大学・客員教授
- 2007年 改編により、早稲田大学理工学術院創造理工学部建築学科・教授
- 2015～16年 日本建築学会・副会長
- 2018～2020年 空気調和・衛生工学会 会長
- 2021年6月　日本建築学会・会長
- 2022年12月　スマート社会技術融合研究機構（ACROSS）機構長
- 現在 早稲田大学理工学術院創造理工学部建築学科・教授
- スマート社会技術融合研究機構（ACROSS）住宅・建築環境研究所所長

## 主な論文
研究論文に関しては、https://researchmap.jp/shinichitanabe/published_papers
に最新情報が掲載されています。その他、Scopus、Google Schalar、Orcidを参照下さい。引用数の多い論文は以下です。
- How can airborne transmission of COVID-19 indoors be minimised? Morawska, L., Tang, J.W., Bahnfleth, W. Tanabe S....Wierzbicka, A.,Yao, M.  Environment International, 2020, 142, 105832, https://doi.org/10.1016/j.envint.2020.105832
- Evaluation of thermal comfort using combined multi-node thermoregulation (65MN) and radiation models and computational fluid dynamics (CFD)  Tanabe, S.-I., Kobayashi, K., Nakano, J., Ozeki, Y., Konishi, M.  Energy and Buildings, 2002, 34(6), pp. 637–646,
- Progress in thermal comfort research over the last twenty years  De Dear, R.J., Akimoto, T., Arens, E.A., .Tanabe S...Zhang, H., Zhu, Y.  Indoor Air, 2013, 23(6), pp. 442–461, 10.1111/ina.12046
- Development of the ASHRAE Global Thermal Comfort Database II  Földváry Ličina, V., Cheung, T.,Zhang, H., .Tanabe S..Zhang, Y., Zhou, X.  Building and Environment, 2018, 142, pp. 502–512, 10.1016/j.buildenv.2018.06.022
- Evaluating thermal environments by using a thermal manikin with controlled skin surface temperature  Tanabe, S., Zhang, H., Arens, E.A., Madsen, T.L., Bauman, F.S.  ASHRAE Transactions, 1994, 100(1), pp. 39–48
- Comfort limits for asymmetric thermal radiation  Fanger, P.O., Ipsen, B.M., Langkilde, G., ...Christensen, N.K.,Tanabe, S.  Energy and Buildings, 1985, 8(3), pp. 225–236

## 主な著書
- 田辺新一、松村秀一、生活価値創造住宅開発技術研究組合 編『図解近未来住宅の技術がわかる本―「新しい日本の住宅」の開発コンセプト』PHP研究所、1996年5月1日。ISBN 978-4569550732。 NCID BN14640425。
- 田辺新一『室内化学汚染―シックハウスの常識と対策』講談社〈講講談社現代新書1412〉、1998年7月1日。ISBN 978-4061494121。 NCID BA36607964。
- 田辺新一、松村秀一、生活価値創造住宅開発技術研究組合 編『生活価値を創造する21世紀型住宅のすがた』東洋経済新報社、2001年3月1日。ISBN 978-4492800676。 NCID BA51834327。
- 田辺新一『シックハウス対策に役立つ小形チャンバー法解説―JIS A 1901』日本規格協会〈JIS使い方シリーズ〉、2003年4月1日。ISBN 978-4542303942。 NCID BA63144789。
- 田辺新一、安藤忠雄、木下直之、水津牧子、他『「建築学」の教科書』彰国社、2003年6月10日。ISBN 978-4395005420。 NCID BA6225107X。
- 田辺新一、秋元孝之、倉渕隆、BL暖房研究会『床暖房読本―快適・安心・人と環境にやさしい暖房のすべて』風土社、2009年6月1日。ISBN 978-4863900004。 NCID BA90515996。
- 田辺新一、住総研「住環境を再考する」研究委員会。他 編『住環境再考 ―スマートから健康まで』萌文社、2016年4月15日。ISBN 978-4894913127。 NCID BB20975944。
- 田辺新一、長澤夏子、高口洋人、中川純、他『ゼロ・エネルギーハウス : 新しい環境住宅のデザイン』萌文社〈早稲田大学理工研叢書シリーズ No. 27〉、2017年11月1日。ISBN 978-4894913370。 NCID BB24953444。